# 北上市立黒沢尻北小学校
北上市立黒沢尻北小学校（きたかみしりつ くろさわじりきたしょうがっこう）は、岩手県北上市にある公立小学校である。

## 沿革
- 1980年（昭和55年）2月25日 : 黒沢尻西小学校および黒沢尻東小学校の一部が分離し、開校[1]。
- 2019年（令和元年）12月21日 : 合唱部が市民栄誉賞を受賞[1]。
- 2022年（令和4年）10月9日 : 合唱部が第89回NHK全国学校音楽コンクールで金賞を受賞[1]。
- 2023年（令和5年）
  - 1月5日 : 合唱部が市民栄誉賞を受賞[1]。
  - 10月8日 : 合唱部が第90回NHK全国学校音楽コンクールで銀賞を受賞[2]。

## 周辺
- 岩手県立黒沢尻北高等学校